# Tenzin Thuthob Tsarong
Tenzin Thuthob Tsarong (Nuova Delhi, 1977) è un attore tibetano, pronipote del Dalai Lama e figlio di Dundul Namgyal Tsarong (famoso fotografo, cineasta e politico tibetano).

## Biografia
Tenzin Thuthob Tsarong completò i suoi studi superiori alla Lawrence School a Sanawar nel 1995. Poi si recò a studiare inglese alla Delhi University (India). Dopo questo breve periodo, lasciò l'India per completare i suoi studi alla Waikato University in Nuova Zelanda, dove ricevette un master in Economia.
Dopo la Laurea, Tsarong venne assunto come analista alla Warehouse, un'azienda neo-zelandese. Dopo poco tempo ottenne un lavoro come manager presso l'AC Nielson's New Business Development department.

## Carriera d'attore
È conosciuto principalmente per aver interpretato il ruolo dei Dalai Lama (di cui peraltro è pronipote) nel film Kundun di Martin Scorsese del 1997, quando era ancora un giovane studente e sportivo (praticava pallacanestro) al primo anno alla Delhi University. Venne reclutato in India, dove appunto stava studiando, come tutti gli altri attori del film.
Di lui Jeff Anderson ha detto: «L'attore che interpreta il Dalai Lama si chiama Tsarong. Nella vita reale, è uno studente e sportivo. È un giocatore di basket e un giocatore di golf. Non è certo un attore consumato, ma i suoi occhi "parlano" meravigliosamente. Quando Kundun è finito, sono stato contento di aver speso del tempo per vederlo».
Lo stesso Tenzin ha dichiarato: "recitare nel ruolo del Dalai Lama mi ha lasciato molta pace e serenità interiore anche dopo la fine delle riprese".

## Filmografia
- Kundun (1997), di Martin Scorsese
- À la recherche de Kundun avec Martin Scorsese (1998), di Michael Henry Wilson

## Doppiatori italiani
- Alessandro Quarta in Kundun